# Kościół Niepokalanego Serca Maryi w Sośnie
Kościół Niepokalanego Serca Maryi – rzymskokatolicki kościół parafialny należący do parafii pod tym samym wezwaniem (dekanat Koronowo diecezji pelplińskiej).
Jest to neogotycka świątynia wzniesiona z czerwonej cegły na fundamencie i podmurówce z ciosów granitowych w latach 1897-1902 jako kościół ewangelicki. Po zakończeniu II wojny światowej świątynia została przejęta przez katolików i pełniła funkcję kościoła filialnego parafii w Wierzchucinie Królewskim. W 1967 roku władze komunistyczne zgodziły się, po latach starań księdza prymasa Stefana Wyszyńskiego, na utworzenie przy kościele parafii. Odtąd świątynia pełni funkcję kościoła parafialnego pod wezwaniem Niepokalanego Serca Maryi. Ze względu na swoje walory historyczne i architektoniczne obiektu budowla w 2001 roku została wpisana do rejestru zabytków województwa kujawsko-pomorskiego.